# Phablet

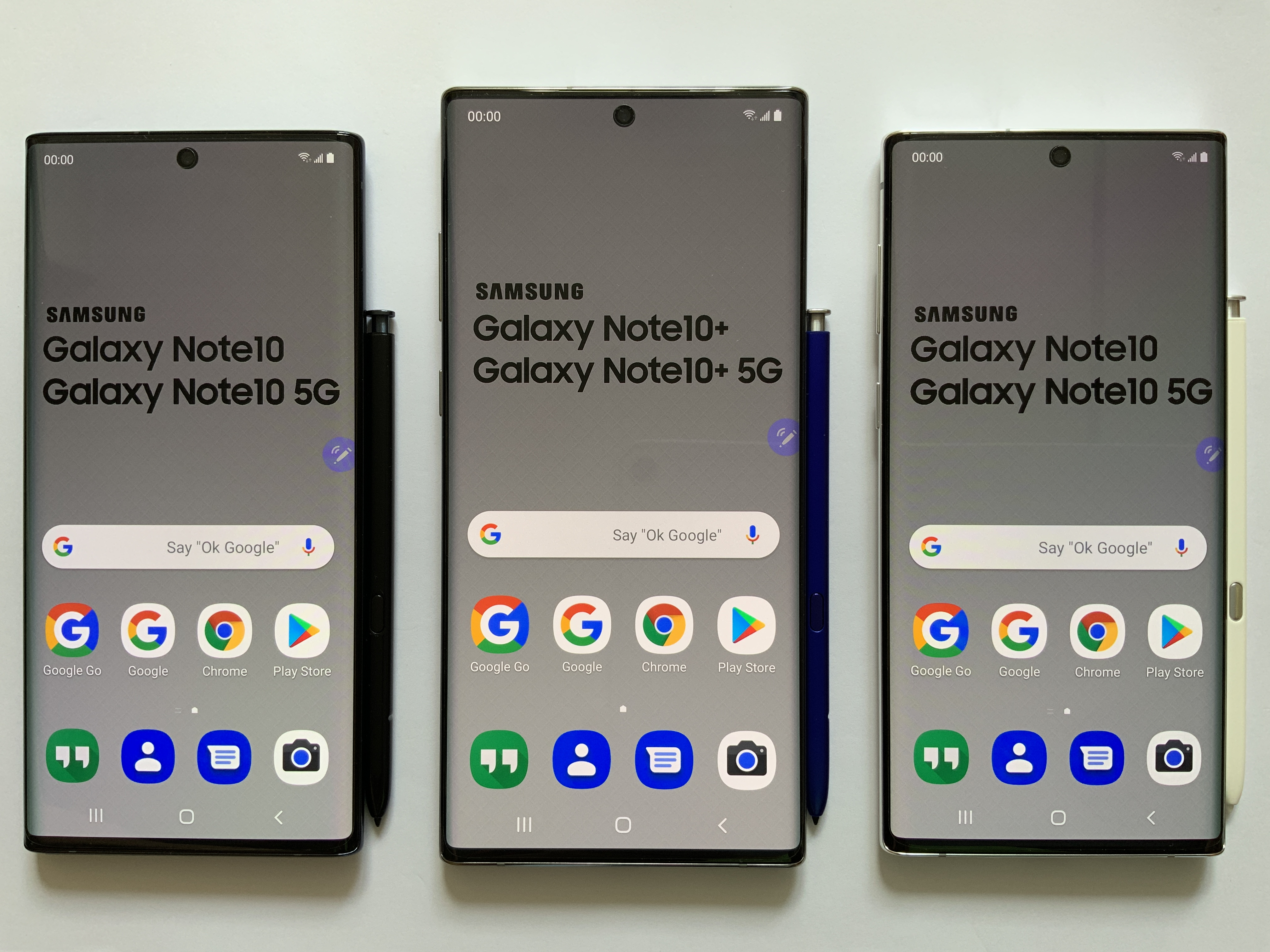
Phablet (Galaxy Note 10)

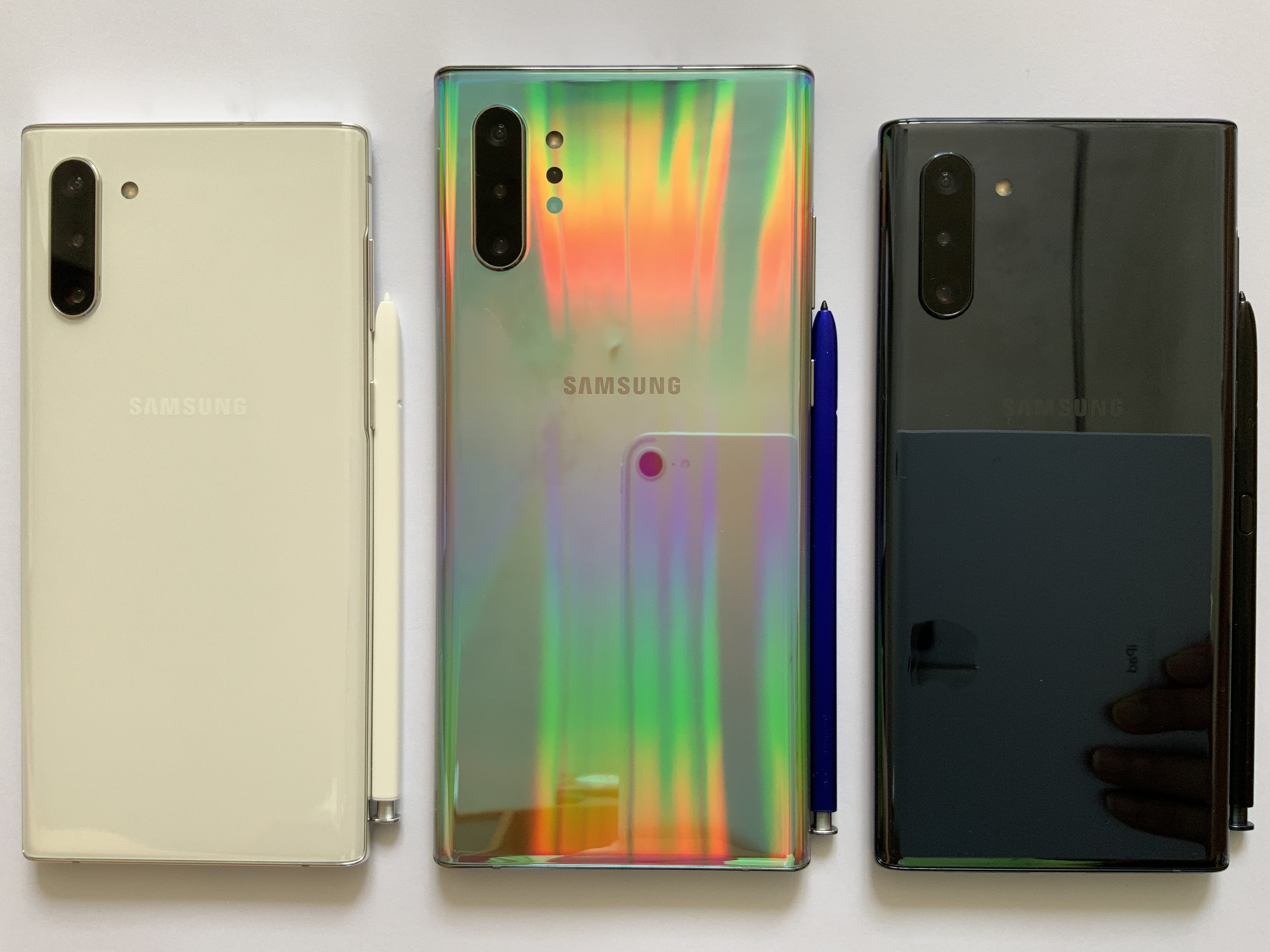
Phablet (Galaxy Note 10)

O phablet (/ˈfæblət/), "phone" + "tablet"; aportuguesado "fáblete") é um termo informal que designa dispositivos de telas sensíveis ao toque com mais de 5,5 e menos de 7 polegadas, que reúnem os recursos de um smartphone aos de um tablet — com a integração opcional de uma caneta stylus. Um dispositivo móvel com visualização mais imersiva intermediário entre smartphones e tablets.
Um phablet é maior que a maioria dos smartphones, porém, suas dimensões não são grandes o suficiente para enquadrá-lo na categoria dos tablets e dos mini-tablets.

## Etimologia
Phablet é uma amálgama das palavras phone (telefone ou celular) e tablet (táblete).

## História
O primeiro phablet lançado comercialmente foi o Dell Streak em 4 de junho de 2010. Dispositivo pioneiro a ter uma tela de tamanho intermediário entre smartphone e tablet.
Outros exemplos notáveis de tais dispositivos incluem o Samsung Galaxy Note, o Note II|Note III, o Xiaomi Redmi 5 Plus, o Samsung Galaxy Mega, o Nokia Lumia 1520, o Nokia Lumia 1320 o Lumia 640 XL, o HTC J Butterfly, LG Intuition e iPhone 6 Plus. O Samsung Galaxy Note foi o phablet que atingiu o maior sucesso comercial até hoje, vendendo cerca de dez milhões de unidades até agosto de 2012, e popularizando, assim, o uso do termo. A segunda geração do phablet foi anunciada em agosto de 2012, e já se encontra à venda em alguns países, tendo recebido avaliações bastante positivas de sites especializados.
Em 26 de outubro de 2011, a empresa sul-coreana LG Electronics solicitou o registro de exclusividade de uso do termo phablet, de acordo com o site Trademarkia.